# Chrześcijańsko-mennonicka Gmina Kiernica-Lwów
Chrześcijańsko-mennonicka Gmina Kiernica-Lwów – mennonicka wspólnota religijna zapoczątkowana w Galicji pod koniec XVIII wieku, powstała w 1909 w wyniku połączenia się gmin mennonickich z Kiernicy i ze Lwowa, mająca do 1939 siedzibę we Lwowie przy ul. Jana Kochanowskiego 23.

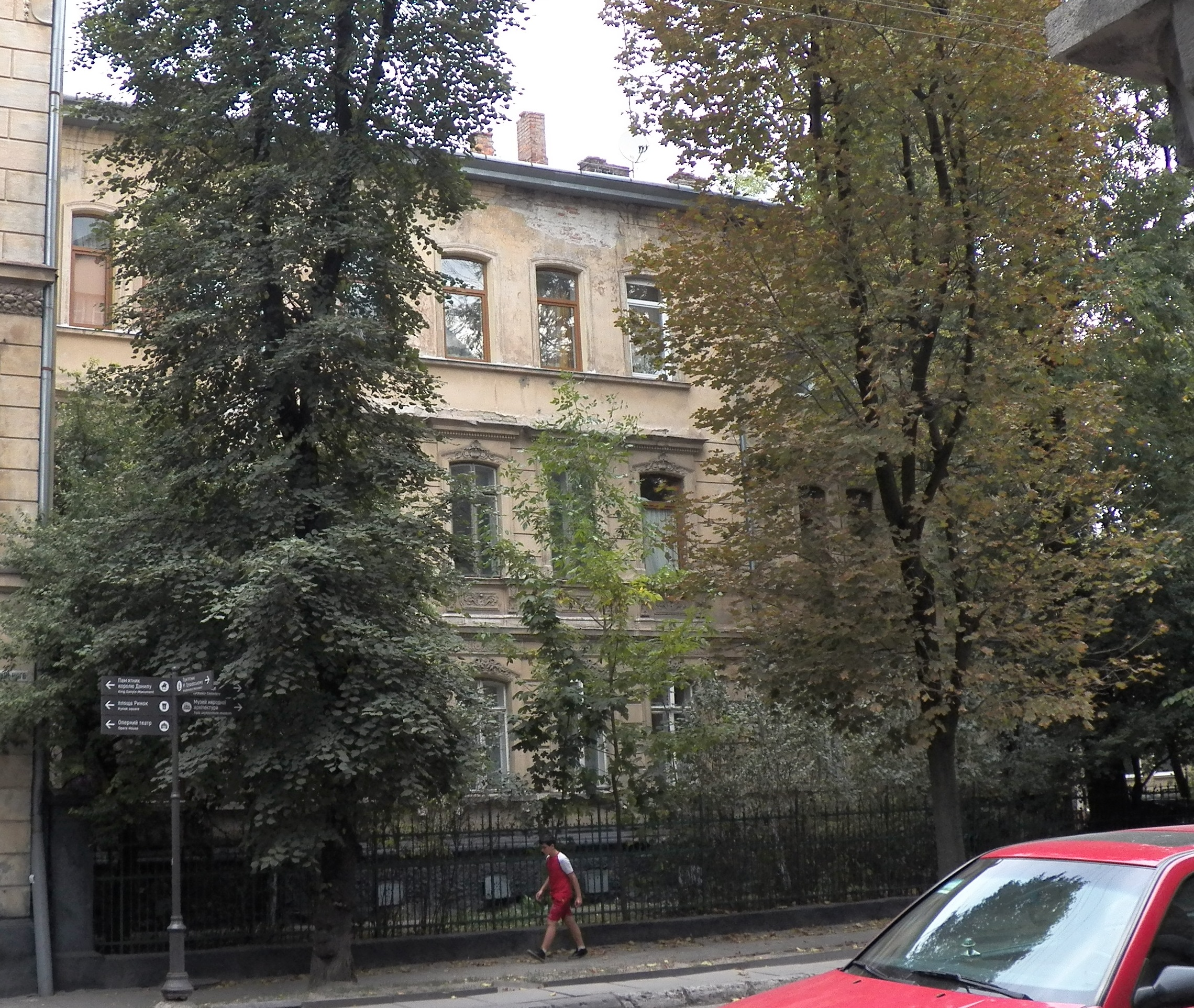
Dawny mennonicki dom modlitwy we Lwowie przy ul. Kostii Lewyckiego (dawniej ul. Jana Kochanowskiego) 23 użytkowany w latach 1911–1939

## Tło historyczne
W ramach kolonizacji józefińskiej po pierwszym rozbiorze Polskim cesarz Józef II Habsburg wydał 29 marca 1784 zezwolenie na przybycie do Galicji mennonitów z Palatynatu nadreńskiego. Otrzymywali oni, podobnie jak wszyscy inni protestanccy osiedleńcy, „swobodę religijną, wolność od podatków przez 10 lat, wolność od pańszczyzny na 6 lat, wolność od służby wojskowej dla imigrantów i ich najstarszych synów”. W latach 1784–1786 na terenie województwa lwowskiego przybyło 28 rodzin mennonickich. Osiedliły się w okolicy miasta Szczerzec tworząc trzy kolonie: Falkenstein (7 rodzin), Einsiedel (18 rodzin) i Rosenberg (3 rodziny). Na mocy rozporządzenia rządu austriackiego z 30 lipca 1789 mennonici mieli być traktowani jak luteranie, bez obowiązku zmiany wyznania. Otrzymali przy tym zwolnienie ze służby wojskowej (prawo potwierdzone przywilejami z 1828 i 1859); po wprowadzeniu w cesarstwie w 1868 powszechnej służby wojskowej mennonici odbywali wyłącznie służbę sanitarną w wojsku. Gmina mennonicka mogła powstać w oparciu o minimum 100 rodzin. Po spełnieniu tego warunku mogła też wznieść dom modlitwy. W 1796 część galicyjskich rodzin mennonickich wyemigrowała do Rosji. Nie osłabiło to jednak szybkiego rozrostu społeczności mennonickiej.
Od 1830 utworzono nowe osady mennonitów: Neuhof alias Weissmanówka (1830), Kiernica (1848), Horożanna, pow. Rudki (1850), Mostki, pow. Lwów (1854), Wiszenka, pow. Mościska (1862), Błyszczywody/Ehrenfeld, pow. Żółkiew (1864), Trościaniec, pow. Jaworów (1870), Dobrowlany, pow. Stryj (1871), Lipowce, pow. Przemyślany (1872), Podusilna, pow. Przemyślany (1872).
Pod koniec XIX w. (lata 1880–1883) 73 rodziny mennonickie przeniosły się z Galicji do USA.

## Powstanie i działalność gminy
Około 1895 mennonici galicyjscy złożyli do władz austriackich wniosek o uznanie ich gminy religijnej, którą utworzyli z połączenia grup wiernych z różnych miejscowości położonych wokół Kiernicy oraz Lwowa, co znalazło wyraz w jej nazwie „Chrześcijańsko-mennonicka Gmina Kiernica-Lwów”. Jej statut został zatwierdzony 24 listopada 1908, a ukonstytuowanie gminy nastąpiło 7 marca 1909. Wraz z ukonstytuowaniem gmina powołała kaznodzieję w osobie teologa Henryka Paulsa (jego następcą został Leopold Gessell). Siedzibą gminy stał się Lwów. W mieście tym w 1911 nabyła ona budynek przy ul. Jana Kochanowskiego 23 wzniesiony w 1888 przez Władysława Godowskiego. Utworzono w nim salę nabożeństw, kancelarię parafialną, mieszkanie duszpasterze i bursę studencką.
Do 1910 członkowie gminy byli zrzeszeni w stowarzyszeniu „Mennonit”. W 1914 gmina skupiała około 600 osób.
Podczas I wojny światowej część rodzin mennonickich opuściła Galicję.
Władze II Rzeczypospolitej utrzymały uprawnienia gminy mennonickiej Kiernica-Lwów oraz samych mennonitów (zwolnienie ze służby wojskowej z bronią w ręku).
W okresie międzywojennym gmina Kiernica-Lwów zrzeszała wiernych z terenu województw: lwowskiego, stanisławowskiego, tarnopolskiego oraz krakowskiego. W pobliżu Lwowa zamieszkiwali w osadach: Falkenstein, Zimna Woda, Neuhof, Kiernica, Podusilna i Rohatyń.
W 1921 gmina skupiała 361 osób, a w 1931 550 osób.
W latach 1928–1932 gmina nie miała duszpasterza. Niektóre jego funkcje wykonywał dr filozofii Alfred Bachman.
Do gminy poza domem modlitwy przy ul. Kochanowskiego 23 we Lwowie (obecnie ul. Kostii Lewyckiego) nr 23 należało szereg nieruchomości, m.in. w Zameczku w powiecie żółkiewskim i w Kiernicy.
Działalność gminy ustała po wybuchu II wojny światowej.
W II Rzeczypospolitej obok gminy Kiernica-Lwów istniało 5 innych gmin mennonickich. Były to wspólnoty w miejscowościach (nazwy miejscowości i powiatów sprzed 1939): Sosnówka, pow. Chełmno, Nieszawka, pow. Toruń, Mątawy-Grupa, pow. Świecie, Kazuń Niemiecki, pow. Warszawa (z filią Wola Wodzyńska, pow. Ciechanów), Wymyśle Niemieckie, pow. Gostynin.
Przedstawiciele gminy Kiernica-Lwów wzięli udział w światowej konferencji mennonitów zorganizowanej w Gdańsku w dniach od 31 sierpnia do 3 września 1930.